# Myosotis colensoi
Myosotis colensoi är en strävbladig växtart som först beskrevs av Thomas Kirk, och fick sitt nu gällande namn av Macbride. Myosotis colensoi ingår i släktet förgätmigejer, och familjen strävbladiga växter. Inga underarter finns listade i Catalogue of Life.